# Voleibol de praia nos Jogos Olímpicos de Verão de 2020 - Qualificação masculina
Este artigo detalha a fase de qualificação masculina do voleibol de praia nos Jogos Olímpicos de Verão de 2020. (As Olimpíadas foram adiadas para 2021 devido à pandemia de COVID-19). A qualificação será de 24 duplas por gênero. O máximo de duas duplas por nação poderá participar dos Jogos.

## Sumário de qualificação
| Formas de qualificação                           | Data                             | Local         | Vagas | Qualificado         |
| ------------------------------------------------ | -------------------------------- | ------------- | ----- | ------------------- |
| País-sede                                        | 7 de setembro de 2013            | Buenos Aires  | 1     | JPN Japão           |
| Campeonato Mundial de 2019                       | 28 de junho a 7 de julho de 2019 | Hamburgo      | 1     | RUS Rússia          |
| Torneio de Qualificação Olímpica da FIVB de 2019 | 18–22 September 2019             | Haiyang       | 2     | ITA Itália          |
| Torneio de Qualificação Olímpica da FIVB de 2019 | 18–22 September 2019             | Haiyang       | 2     | LAT Letônia         |
| Ranking Olímpico de Voleibol de Praia            | 13 de junho de 2021              | Lausanne      | 15    | NOR Noruega         |
| Ranking Olímpico de Voleibol de Praia            | 13 de junho de 2021              | Lausanne      | 15    | QAT Catar           |
| Ranking Olímpico de Voleibol de Praia            | 13 de junho de 2021              | Lausanne      | 15    | BRA Brasil          |
| Ranking Olímpico de Voleibol de Praia            | 13 de junho de 2021              | Lausanne      | 15    | POL Polônia         |
| Ranking Olímpico de Voleibol de Praia            | 13 de junho de 2021              | Lausanne      | 15    | NED Países Baixos   |
| Ranking Olímpico de Voleibol de Praia            | 13 de junho de 2021              | Lausanne      | 15    | BRA Brasil          |
| Ranking Olímpico de Voleibol de Praia            | 13 de junho de 2021              | Lausanne      | 15    | GER Alemanha        |
| Ranking Olímpico de Voleibol de Praia            | 13 de junho de 2021              | Lausanne      | 15    | RUS Rússia          |
| Ranking Olímpico de Voleibol de Praia            | 13 de junho de 2021              | Lausanne      | 15    | CZE República Checa |
| Ranking Olímpico de Voleibol de Praia            | 13 de junho de 2021              | Lausanne      | 15    | USA Estados Unidos  |
| Ranking Olímpico de Voleibol de Praia            | 13 de junho de 2021              | Lausanne      | 15    | USA Estados Unidos  |
| Ranking Olímpico de Voleibol de Praia            | 13 de junho de 2021              | Lausanne      | 15    | ESP Espanha         |
| Ranking Olímpico de Voleibol de Praia            | 13 de junho de 2021              | Lausanne      | 15    | POL Polônia         |
| Ranking Olímpico de Voleibol de Praia            | 13 de junho de 2021              | Lausanne      | 15    | ITA Itália          |
| Ranking Olímpico de Voleibol de Praia            | 13 de junho de 2021              | Lausanne      | 15    | CHI Chile           |
| Final da Copa Continental da CEV 2018–2020       | 23 a 26 de junho de 2021         | Países Baixos | 1     | SUI Suíça           |
| Final da Copa Continental da AVC 2018–2020       | 25 a 27 de junho de 2021         | Tailândia     | 1     | AUS Austrália       |
| Final da Copa Continental da CSV 2018–2020       | 26 e 27 de junho de 2021         | Chile         | 1     | ARG Argentina       |
| Final da Copa Continental da NORCECA 2018–2020   | 25 a 27 de junho de 2021         | México        | 1     | MEX México          |
| Final da Copa Continental da CAVB 2018–2020      | 25 a 27 de junho de 2021         | Marrocos      | 1     | MAR Marrocos        |
| Total                                            | Total                            | Total         | 24    |                     |

## País-sede
FIVB reservou uma vaga para o país-sede participar do torneio.
- JPN Japão

## Torneio de Qualificação Olímpica de Voleibol de Praia da FIVB
As duas melhores duplas do Torneio de Qualificação Olímpica de Voleibol de Praia da FIVB qualificaram.

## Campeonato Mundial
Uma equipe qualificou pelo Campeonato Mundial de 2019.

## Ranking
15 duplas conseguiram qualificação pelo ranking olímpico.
| 15 melhores do ranking de 13 de junho de 2021 |        |        |              |             |
| Posição                                       | Duplas | Pontos | Qualificados | Comentários |
| 1                                             |        |        |              |             |
| 2                                             |        |        |              |             |
| 3                                             |        |        |              |             |
| 4                                             |        |        |              |             |
| 5                                             |        |        |              |             |
| 6                                             |        |        |              |             |
| 7                                             |        |        |              |             |
| 8                                             |        |        |              |             |
| 9                                             |        |        |              |             |
| 10                                            |        |        |              |             |
| 11                                            |        |        |              |             |
| 12                                            |        |        |              |             |
| 13                                            |        |        |              |             |
| 14                                            |        |        |              |             |
| 15                                            |        |        |              |             |
| 16                                            |        |        |              |             |
| 17                                            |        |        |              |             |
| 18                                            |        |        |              |             |
| 19                                            |        |        |              |             |
| 20                                            |        |        |              |             |
| 21                                            |        |        |              |             |
| 22                                            |        |        |              |             |
| 23                                            |        |        |              |             |
| 24                                            |        |        |              |             |
| 25                                            |        |        |              |             |

## Copa Continental
Um vencedor de cada Copa Continental qualificou para as Olimpíadas.